# Percy Adlon
Paul Rudolf Parsifal "Percy" Adlon, född 1 juni 1935 i München, Bayern, död 10 mars 2024 i Pacific Palisades, Los Angeles, var en tysk filmregissör och manusförfattare.
Han debuterade 1981 med Celeste som präglades av excentriska figurer, vilket skulle komma tillbaka i många av hans följande filmer, till exempel Sugarbaby (1985), Bagdad Café (1987, som blev hans internationella genombrott) och Rosalie shoppar på krita (1989). I samtliga filmer hade Marianne Sägebrecht huvudrollen. På 1990- och 2000-talen gick hans filmer, såsom Salmonberries (1991) inte lika bra.
Hans son Felix O Adlon var tidigare gift med den amerikanska skådespelaren och manusförfattaren Pamela Adlon.